# Papirus 23
Papirus 23 (według numeracji Gregory-Aland), oznaczany symbolem {\displaystyle {\mathfrak {P}}^{23}} – grecki rękopis Nowego Testamentu pisany na papirusie, w formie kodeksu. Paleograficznie datowany jest na III  wiek. Zawiera fragment Listu Jakuba.

## Opis
Zachowały się jedynie fragment kodeksu z tekstem Listu Jakuba 1,10-12.15-18. Tekst pisany jest uncjałą. Nomina sacra pisane są skrótami.

## Tekst
Tekst grecki reprezentuje aleksandryjski typ tekstu (niezależny), Kurt Aland zaklasyfikował go do kategorii I. Tekst bliższy jest dla Kodeksu Synajskiego, Aleksandryjskiego i Kodeksu Efrema niż dla Kodeksu Watykańskiego i {\displaystyle {\mathfrak {P}}^{74}}.

## Historia
Rękopis odkryty został w Oksyrynchos przez Grenfella i Hunta, którzy opublikowali jego tekst w 1914 roku. Na liście rękopisów znalezionych w Oksyrynchos znajduje się na pozycji 1229. Ernst von Dobschütz umieścił go na liście rękopisów Nowego Testamentu, w grupie papirusów, dając mu numer 23.
Obecnie przechowywany jest w bibliotece University of Illinois (G. P. 1229).